# دة نو (مقاطعة دورود)
دة نو (بالفارسية: ده نو) هي قرية تقع في قسم جان الريفي (مقاطعة دورود) في إيران. يقدر عدد سكانها بـ 1,521 نسمة .